# 저장성 루산 섬마을 국공 내전
루산 섬마을 국공 내전(大鹿山等岛战斗)은 중화인민공화국 저장 성 타이저우의 내란이다.
이 내란은 1953년 5월 29일을 기하여 중화인민공화국 저장 성 타이저우 다천 군도에서 잠시 일어난 공산당 체제와 국민당 체제 간의 소전쟁(小戰爭)인데 결국 하루도 지나지 않아 공산당의 완전한 승리로 끝이 났다.

## 같이 보기
- 국민혁명군
- 국공 내전